# Modena

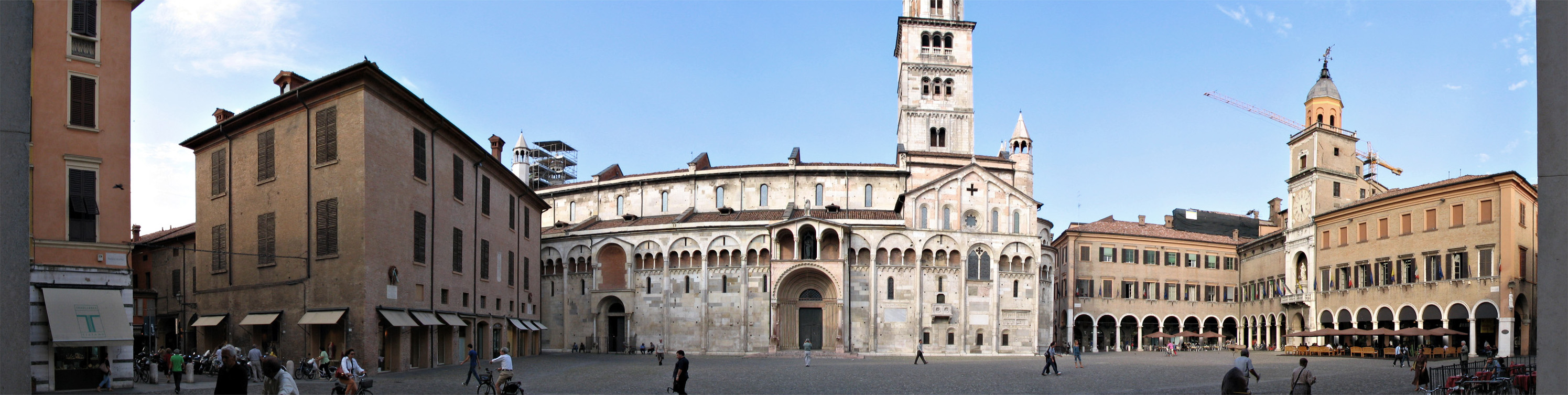
Panorama Piazza Grande (katedra, dzwonnica, Palazzo Comunale – siedziba władz miejskich) Modena, wrzesień 2006

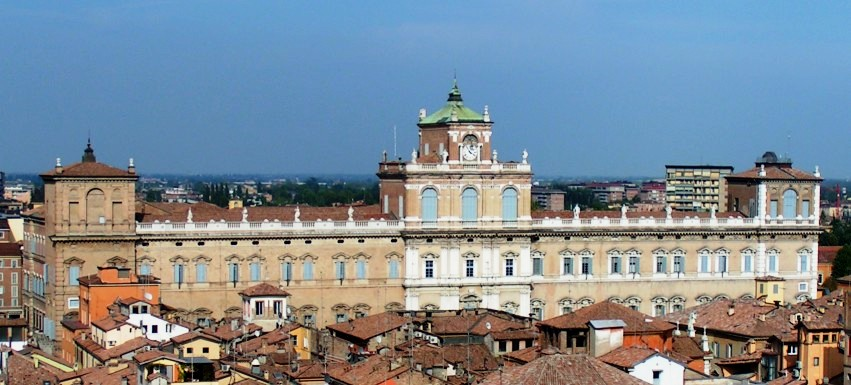
Palazzo Ducale, siedziba Akademii Wojskowej

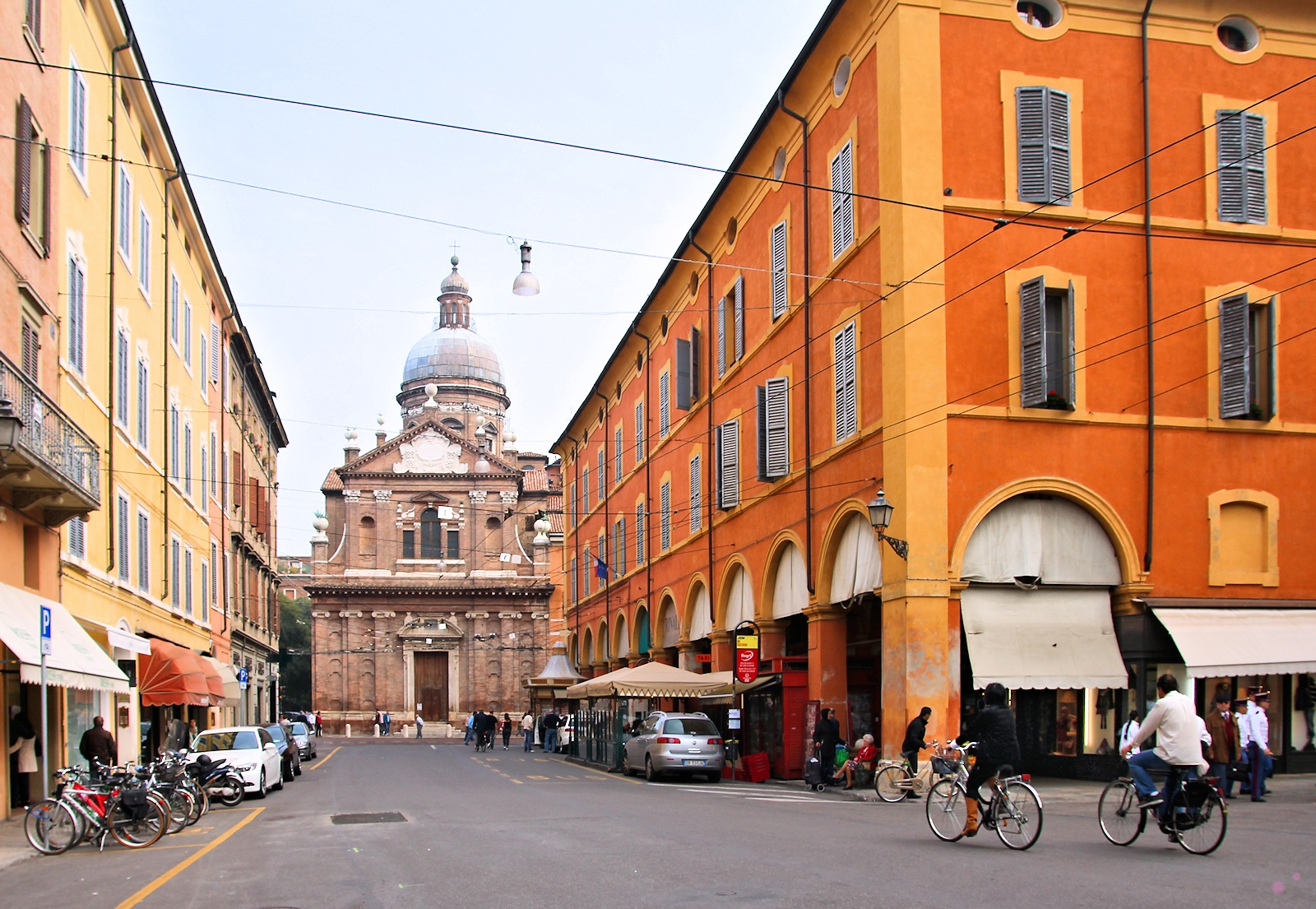
Kościół Wotywny i ulica Corso Duomo

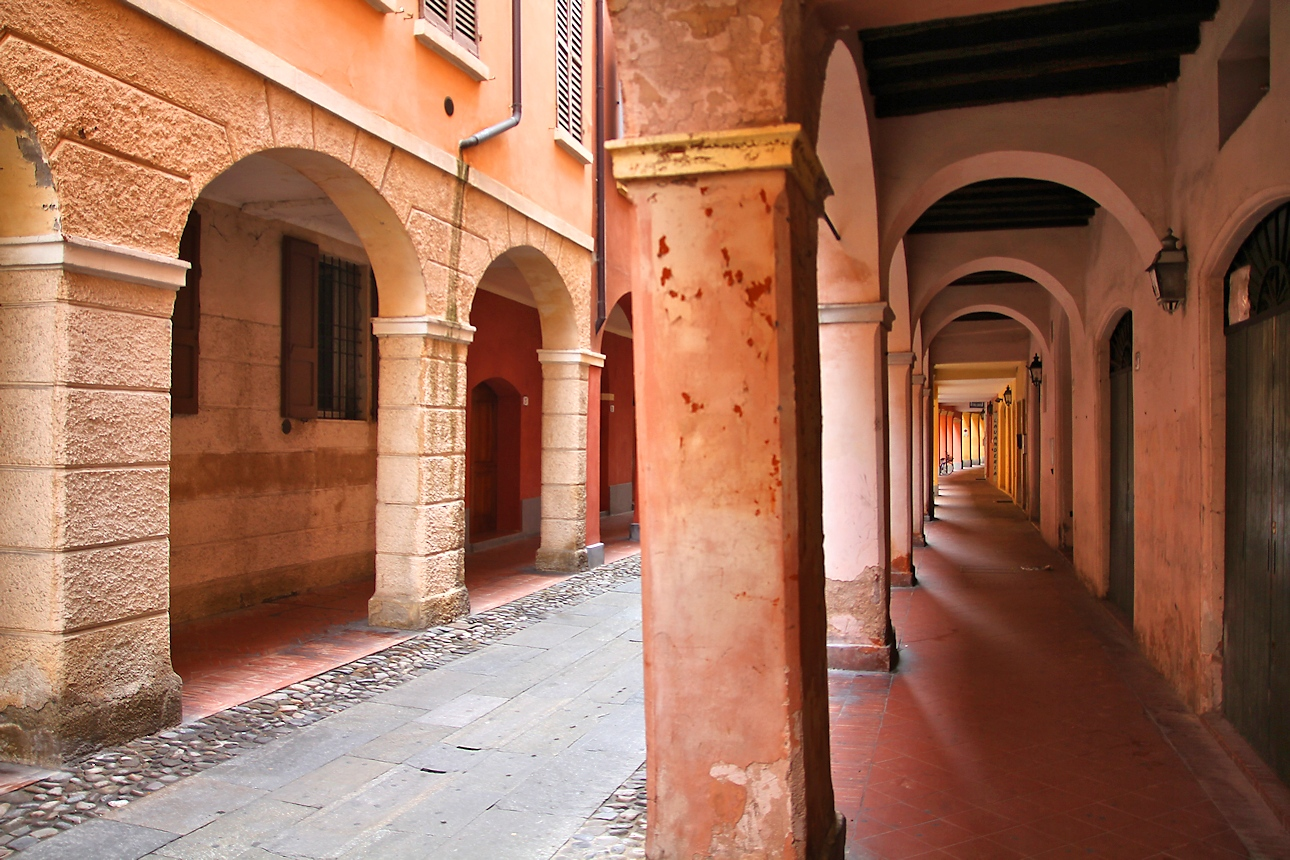
Typowe arkady wzdłuż ulicy na starym mieście

Modena (po włosku [ˈmɔːdena], w dialekcie modeńskim Modna [ˈmɔːdna]) – miasto i gmina w północnych Włoszech, w regionie Emilia-Romania, w prowincji Modena. Leży w dolinie Padu. Przepływają przez nią dwie rzeki: Secchia i Panaro. 10 kilometrów na południe od miasta zaczynają się pierwsze wzniesienia Apeninów, a konkretnie Apeniny Toskańsko-Emiliańskie (Appennino Tosco-emiliano).

## Dane statystyczne
Według danych na 30 maja 2023 roku gmina Modena liczy 184 007 mieszkańców. 16,1% (30 005) to obcokrajowcy. W 2020 w Modenie mieszkało 533 Polaków, co czyniło z nich szóstą mniejszość narodowościową, a drugą (po Rumunii) z obszaru Unii Europejskiej.

## Historia
W rejonie Modeny znaleziono pozostałości osadnictwa kultury Villanova z wczesnej epoki żelaza (IX-VIII wiek p.n.e.), później Ligurów. Modena była pierwotnie osadą etruską, potem galijską. Zamieszkiwało ją plemię Bojów. Nieznana jest data założenia miasta, ale w 218 r. p.n.e., w czasie II wojny punickiej, jej mieszkańcy poparli Hannibala. W roku 183 p.n.e. stała się kolonią rzymską, nosząc nazwę Mutina (prawdopodobnie od etruskiego słowa oznaczającego pagórek, wzgórze). Marcus Aemilius Lepidus korzystał z Mutiny jako bazy wypadowej do walk z Ligurami. Wkrótce została rozbudowana ze względu na znaczenie strategiczne, jak i położenie przy skrzyżowaniu Via Aemilia z drogą prowadzącą do Werony. W czasie wojen domowych w Rzymie była dwa razy oblegana. Najpierw przez Pompejusza w 78 r. p.n.e., kiedy bronił jej Marek Juniusz Brutus (ojciec Marka Juniusza Brutusa, jednego z zabójców Cezara). Po raz drugi przez Marka Antoniusza w 44 r. p.n.e., a bronił jej Decymus Juniusz Brutus (zob. bitwa pod Mutiną). Oktawian August z pomocą Senatu odbudował miasto. Cyceron nazwał ją Mutina splendidissima (Mutina najpiękniejsza). Do III w. miasto utrzymywało swą pozycję najważniejszego ośrodka nowo utworzonej prowincji (diecezji) Aemilia. Upadek cesarstwa przyniósł też upadek Modeny. Ze względu na swe położenie miasto było wykorzystywane jako baza w czasie wojen z barbarzyńcami w czasie wielkiej wędrówki ludów, jak i w wojnach wewnętrznych. Podobno Attyla nie zdobył Modeny dzięki cudom św. Geminianusa, biskupa i późniejszego patrona miasta.
Między V i VII wiekiem kilkakrotnie opuszczana z powodu powodzi. Założono nawet nowe miasto w rejonie miejscowości Cittanova, kilka kilometrów na północny zachód od dzisiejszego miasta. Ostatecznie została zaludniona w końcu IX w., po ustanowieniu jej stolicą biskupią. Pierwszym biskupem został Ludovicus. Okres panowania biskupów zaowocował wzniesieniem romańskiej katedry, w której znajduje się grobowiec św. Geminiano, patrona miasta i lokalnej archidiecezji. W tym czasie powstała pieśń (poemat) Canto delle scolte modenesi. Na przełomie XI i XII w. należała do Matyldy Toskańskiej. Panowanie biskupów skończyło się w 1135, kiedy miasto uzyskało autonomię. W czasie wojen gibelinów z gwelfami Modena stała po stronie cesarza Fryderyka II, czyli znajdowała się w obozie gibelinów. Ponad sto lat później, w 1249, gibelińska Modena została podbita przez gwelficką Bolonię, a w 1288 poddała się Obizzo d’Este z Ferrary. Ród d’Este (a następnie Habsburg-Este) rządził miastem z krótkimi przerwami do 1860. W 1325 stoczono bitwę pod Zappolino, zwaną też bitwą o dębowe wiadro, w czasie której Modeńczycy odnieśli triumf nad Bolonią. Została ona opisana przez Alessandra Tassoniego w poemacie heroikomicznym Wiadro porwane. Od czasów Borso d’Este Modena nabrała charakteru miasta książęcego. W 1598, po włączeniu Ferrary do Państwa Kościelnego, książę Cezar d’Este przeniósł do Modeny swoją stolicę i od tej pory stała się księstwem. W 1860 została włączona do Królestwa Sardynii, rok później stała się częścią Królestwa Włoch.

## Zabytki
Katedra (il Duomo), dzwonnica (Ghirlandina), główny plac miejski (Piazza Grande) (wszystkie trzy wpisane na listę światowego dziedzictwa), pałac książęcy (Palazzo Ducale) – siedziba pierwszej na świecie Akademii Wojskowej powołanej do życia 1 stycznia 1678 roku.

## Gospodarka
Miasto jest drugą po Bolonii potęgą gospodarczą regionu. W granicach metropolii mają swoje siedziby włoscy producenci samochodów wyścigowych: Ferrari (w Maranello), Maserati (w samym mieście), De Tomaso (na peryferiach) oraz Pagani (w San Cesario sul Panaro, kilka kilometrów na południowy wschód od miasta). Do wymienionych powyżej producentów samochodów wyścigowych należy jeszcze dodać Lamborghini, które ma swoją siedzibę w pobliskim Sant’Agata Bolognese. Poza tym nie sposób pominąć przemysłu ceramicznego (w szczególności w Sassuolo) oraz tekstylnego (Carpi).
Rozwinięte rolnictwo i przemysł przetwórstwa produktów rolnych i spożywczych. 1500 przedsiębiorstw, 11 500 zatrudnionych z obrotem rocznym ponad 3,9 miliarda euro. Czołowy włoski producent wieprzowiny – ponad 450 000 sztuk rocznie, przewyższający liczbę mieszkańców prowincji (dane na dzień 31 grudnia 2003).
Modena jest także węzłem komunikacyjnym; łączą się tu dwie autostrady: A1 (zwana Autostradą Słońca, Autostrada del Sole) prowadząca z Mediolanu do Rzymu i dalej do Neapolu, oraz A22 prowadząca do Brennero, przejścia granicznego na granicy z Austrią.
W mieście znajduje się stacja kolejowa Modena Centrale, skąd odjeżdżają pociągi w trzech kierunkach – na zachód przez Reggio Emilia, Parmę i Piacenzę do Mediolanu, na wschód do Bolonii i na północ przez Mantuę do Werony. W obrębie miasta kursują trolejbusy.

## Oświata
Modena, wspólnie z miastem Reggio Emilia – stolicą sąsiedniej prowincji o tej samej nazwie – tworzy uniwersyteckie dwumiasto, siedzibę Uniwersytetu Modeny i Reggio Emilia (Università degli Studi di Modena e Reggio Emilia - UNIMORE), utworzonego w 1175 i rozwiniętego przez Franciszka II d’Este w 1686. Uniwersytet przoduje w fakultetach prawa i medycyny. Włoscy i zagraniczni oficerowie (jednym z elewów był Edmondo De Amicis, autor powieści Serce oraz Mu’ammar al-Kaddafi) kształcili się we Włoskiej Akademii Wojskowej w Modenie. Biblioteca Estense stanowi repozytorium archiwalnych zbiorów historycznych, w tym ok. 3000 rękopisów.

## Kuchnia
Składnikami kuchni modeńskiej są szynka modeńska (Denominazione di Origine Protetta – Chroniona Nazwa Pochodzenia) i parmezan. Wytwarza się tu również mortadelę. Typowe potrawy to tortellini, zampone, gnocco fritto oraz crescentina, zwana również tigella. W Modenie produkuje się również ocet balsamiczny oraz wina lambrusco.

## Sport
Modena jest kolebką inżynierską wyścigów samochodowych. Oprócz szeregu producentów samochodów swoją siedzibę mają tu dwa kluby: piłkarski Modena FC oraz siatkarski Cimone Modena.

## Wybitne postacie (chronologicznie)
- Wiligelmo – średniowieczny rzeźbiarz
- Ludovico Antonio Muratori – uczony humanista
- Paolo Ruffini – matematyk
- Adeodato Malatesta – malarz i rektor akademii
- Giovanni Muzzioli – malarz akademicki
- Enzo Ferrari – konstruktor i kierowca wyścigowy
- Marco Biagi – prawnik i ekonomista
- Luciano Pavarotti – śpiewak operowy (tenor)
- Mirella Freni – śpiewaczka operowa (sopran)
- Valerio Massimo Manfredi – pisarz i archeolog
- Francesco Guccini – piosenkarz

## Miasta partnerskie
- Austria: Linz
- Brazylia: Londrina
- Chiny: Benxi
- Kazachstan: Ałmaty
- Serbia: Nowy Sad
- Stany Zjednoczone: Saint Paul oraz Highland Park